# Euceroplatus fenestralis
Euceroplatus fenestralis är en tvåvingeart som först beskrevs av Fisher 1938.  Euceroplatus fenestralis ingår i släktet Euceroplatus och familjen platthornsmyggor.
Artens utbredningsområde är Michigan. Inga underarter finns listade i Catalogue of Life.